# Tép mũi đỏ
Tép mũi đỏ, tép mũi dài, tép tê giác đỏ hay tép ma mũi đỏ (Caridina gracilirostris) là một loài tép nước lợ thuộc chi Caridina trong họ Atyidae. Nó có phạm vi bản địa rộng kéo dài từ Nhật Bản và Fiji qua Indonesia đến Madagascar. Nó là loài ăn tảo sống ở rừng ngập mặn và đầm lầy.

## Mô tả
Caridina gracilirostris có thân hình gần như trong suốt với đầu có một cái mũi dài màu đỏ. Cái mũi đỏ này là cơ sở cho nhiều cái tên phổ biến được đặt cho nó, như tép tê giác và tép muỗi. Trên mũi, có các cụm gai nhỏ và khít ở mặt bụng, mặt lưng được bao phủ bởi các gai lớn hơn và phân tán hơn. Nếu lớp vỏ của tép bị đứt ra, nó sẽ tự tái tạo lại. Con đực có những đường màu đỏ chạy dọc theo cơ thể, trong khi con cái ít màu sắc hơn và trong suốt hơn. Cả hai giới đều có một cái bướu riêng biệt trên bụng. Một con trưởng thành có thể đạt tới 3,5–4 cm.

### Hành vi
Caridina gracilirostris là loài ôn hòa và cùng tồn tại với đa số các loài tép có kích thước tương tự khác. Cách bơi của nó được mô tả là "thú vị".

### Sinh sản
Rất khó để làm nó sinh sản, vì nó chỉ giao phối trong nước lợ. Nó sẽ phát triển thành 3,5–4 cm. Nó thích nhiệt độ nước từ 20 đến 28 °C và độ pH từ 6,5 đến 7,5. Con cái thường có hàng trăm quả trứng màu xanh lá cây dưới cơ thể của chúng. Ấu trùng cần nước lợ để phát triển.

### Trong điều kiện nuôi nhốt
Những con tép này được ưa thích trong các bể thủy sinh và thường được nuôi làm thú cưng trong bể cá nước ngọt do:
- Cái mũi đỏ độc đáo của chúng, khiến chúng có vẻ ngoài khác thường.
- Chúng tương tác tốt với những con tép khác có kích thước và tính khí tương tự.
- Chúng là loài ăn tảo, điều mà nhiều chủ bể cá thấy có lợi. Chúng thích điều kiện nước lợ nhưng sẽ sống tốt trong các bể cá nước ngọt nếu được cung cấp đủ thức ăn và thảm thực vật.